# Cordillera Manseriche-Cahuapanas
Die Cordillera Manseriche-Cahuapanas ist ein Gebirgszug im zentralen Norden Perus. Sie bildet einen Teil der peruanischen Ostkordillere.

## Lage
Die Cordillera Manseriche-Cahuapanas bildet einen 200 km langen Gebirgsbogen am Rande des Amazonasbeckens. Sie verläuft entlang der südwestlichen Grenze der Region Loreto zu den Regionen San Martín und Amazonas. Im Norden endet sie am Durchbruchstal Pongo de Manseriche, das vom Río Marañón in östlicher Richtung durchflossen wird. Nach Norden hin, jenseits der Schlucht, findet das Gebirge seine Fortsetzung in der Cordillera Kampankis. Nach Süden hin wendet sich der Gebirgszug in Richtung Südsüdost und gehzt schließlich in die Cordillera Escalera über. Die Cordillera Manseriche-Cahuapanas erreicht im Südwesten eine maximale Höhe von 2216 m. Dem Hauptkamm ist im Osten ein niedrigerer Nebenkamm vorgelagert. Im Südwesten und im Westen wird der Gebirgszug von den Flusstälern des Río Mayo und Río Nieva begrenzt. Im Quellgebiet der beiden Flüsse befindet sich eine Übergangszone zu der weiter westlich verlaufenden peruanischen Zentralkordillere. Die Nordflanke des Gebirges wird über die Flüsse Río Saramiriza, Río Yanapaga, Río Potro und Río Cahuapanas zum Río Marañón hin entwässert. Im äußersten Osten entspringt der Río Paranapura, ein Nebenfluss des unteren Río Huallaga.

## Ökologie
Die Cordillera Manseriche-Cahuapanas ist hauptsächlich mit Regenwald bedeckt und weist eine hohe Biodiversität auf. Sie bildet den Lebensraum vieler bedrohter Tierarten. Im Westen liegt ein Teil des Gebirges innerhalb des Waldschutzgebietes Bosque de Protección Alto Mayo .